# 銀魂乱舞
『銀魂乱舞』（ぎんたまらんぶ）は、バンダイナムコエンターテインメントより2018年1月18日に発売されたPlayStation 4およびPlayStation Vita用ゲームソフト。

## 概要
空知英秋の漫画『銀魂』を原作とするゲーム。『銀魂のすごろく』から5年ぶりのゲーム化となる。ティザーサイトでは「銀魂 PROJECT Last Game」と発表され、後に正式タイトルである『銀魂乱舞』として正式に発表された。
キャッチコピーは『戦場に乱れ舞う、侍達の戦い――――。』。

## ゲームモード
長篇追想乱舞モード
原作の長篇エピソードから選ばれた全8話の長篇と外伝のストーリーを追体験する。
TVシリーズ版のアニメカットで進行するアドベンチャーモードとキャラクターを操作して敵を倒していくアクションパートで構成される。
長篇自由乱舞モード
長篇追想乱舞でクリアした長篇を好きなキャラクターでプレイできる。
かぶき町頂上乱舞モード
銀魂のキャラ達が自分の願いを叶えるため、12個の玉を巡って戦うオリジナルストーリー。
全4回の戦闘パートで構成され、長篇追想乱舞のボスキャラと戦う「乱入」、アイテムが大量に入手できる「お宝」などのイベントが用意されている。
大江戸マート
ゲーム内通貨のパチ玉を使ってカットインCGやボイス、衣装を購入できる。
銀魂活動写真
ギャラリーモード。購入したCGやボイスの他、ゲーム進行で解禁したデモムービーやBGM視聴ができる。

## システム
キャラクターを操作して大量の敵を倒していくサムライ乱戦アクション。
連携状態
攻撃アクションを途切れさせず繋げることで操作キャラにオーラが纏い、能力が上がり覚醒ゲージも増加しやすくなる。
ただし、ダメージを受けたり攻撃を止めると解除されてしまう。
超銀玉アシストキャラクター
戦闘中に設定したアシストキャラが援護をしてくれる。発動時、直接戦闘を援護するキャラと特殊効果を付与するキャラの二種類に分けられる。プレイアブルキャラクター、ボスキャラクターもアシストに設定できる。
銀玉パチンコ
戦闘中、ミッションを達成するとスロットが回転し、攻撃力上昇、経験値増加の他、プレイ画面にモザイクをかけるなどの効果が得られる。
なお、低確率でアニメオリジナルキャラの「セロ（声 - 杉田智和）」に一時的に変身し、かめはめ波が撃ち放題になる。
覚醒＆覚醒乱舞
覚醒ゲージが最大の時に発動すると攻撃力が大幅に上昇する。
覚醒中に「乱舞ゲージ」が表示され、最大まで貯めると強力な攻撃「覚醒乱舞」が使用できる。
連携状態のとき、フィニッシュ時に自分で設定したTVシリーズのアニメカットと名台詞で「オリジナルフィニッシュカットイン」を繰り出すことが出来る。
疾風相殺
ボスキャラとの戦闘中、一定のダメージを与えると相殺マーカーが表示され、時間内にボタンを押すと強力なカウンターを与えられる。
特殊技
ゲージを最大まで貯めるとキャラクターごとに特徴のある技を繰り出す。キャラクターによってゲージを貯める方法が異なる。

## 登場人物

### プレイアブルキャラクター
坂田 銀時（さかた ぎんとき）
声 - 杉田智和
志村 新八（しむら しんぱち）
声 - 阪口大助
神楽（かぐら）
声 - 釘宮理恵
神楽（夜兎覚醒）
神楽が夜兎の本能に呑まれ暴走した状態。吉原炎上篇のあるステージでしか使用できない。
近藤 勲（こんどう いさお）
声 - 千葉進歩
土方 十四郎（ひじかた とうしろう）
声 - 中井和哉
沖田 総悟（おきた そうご）
声 - 鈴村健一
桂 小太郎（かつら こたろう）
声 - 石田彰
坂本 辰馬（さかもと たつま）
声 - 三木眞一郎
かぶき町頂上乱舞を桂でクリアすると使用解禁される。
月詠（つくよ）
声 - 甲斐田裕子
高杉 晋助（たかすぎ しんすけ）
声 - 子安武人
神威（かむい）
声 - 日野聡
今井 信女（いまい のぶめ）
声 - 平野綾

### ボスキャラクター
岡田 似蔵（おかだ にぞう）
声 - 青山穣
阿伏兎（あぶと）
声 - 大塚芳忠
鳳仙（ほうせん）
声 - 銀河万丈
西郷 特盛（さいごう とくもり）
声 - 江川央生
泥水 次郎長（どろみず じろちょう）
声 - 菅生隆之
佐々木 異三郎（ささき いさぶろう）
声 - 森川智之
朧（おぼろ）
声 - 井上和彦
虚（うつろ）
声 - 山寺宏一
馬董（ばとう）
声 - 関智一

### アシストキャラクター
※付きはDLCによる追加アシストキャラクター。

#### 攻撃アシスト
- エリザベス
- 定春（声 - 高橋美佳子）
- 猿飛あやめ（声 - 小林ゆう）
- 服部全蔵（声 - 藤原啓治）
- 志村妙（声 - ゆきのさつき）
- たま（声 - 南央美）
- 長谷川泰三（声 - 立木文彦）
- 柳生九兵衛（声 - 折笠富美子）
- 来島また子（声 - 早水リサ）
- 河上万斉（声 - 山崎たくみ）

- 星海坊主（声 - 速水奨）
- ブリーザ（声 - 太田哲治）
- セロ（声 - 杉田智和）
- ネオアームストロング（略）砲
- 山崎退※（声 - 太田哲治）
- パンデモニウム※（声 - 能登麻美子）
- 屁怒絽※（声 - 玄田哲章）
- 坂田金時※（声 - 中村悠一）
- トッシー※（声 - 中井和哉）
- 斉藤終※（声 - 櫻井孝宏）

- 外道丸※（声 - 川澄綾子）
- 椿平子※（声 - 野中藍）
- 伊東鴨太郎※（声 - 真殿光昭）
- 地雷亜※（声 - 屋良有作）
- 池田朝右衛門※（声 - 井上麻里奈）
- 池田夜右衛門※（声 - 千葉一伸）

#### サポートアシスト
- 村田鉄子（声 - 根本圭子）
- 村田鉄矢（声 - 大西健晴）
- 武市変平太（声 - 茶風林）
- 晴太（声 - 三瓶由布子）
- 日輪（声 - 櫻井智）
- キャサリン（声 - 杉本ゆう）
- お登勢（声 - くじら / 榎本温子〈若い頃〉）
- 辰巳（声 - 日比愛子）
- 平賀源外（声 - 青野武）
- 小銭形平次（声 - 石塚運昇）

- 本城狂死郎（声 - 私市淳）
- 椿平子（声 - 野中藍）
- 黒駒勝男（声 - 石塚堅）
- 華陀（声 - 伊藤美紀）
- 佐々木鉄之助（声 - 伊藤健太郎）
- 厭魅眠蔵（声 - 園部好德）
- 六転舞蔵（声 - 千葉繁 / 徳本英一郎〈若い頃〉）
- 鈴蘭（声 - 一龍斎貞友 / 内山夕実〈若い頃〉）
- 徳川茂茂（声 - 小野友樹）
- そよ姫（声 - 広橋涼）

- 徳川定定（声 - 土師孝也）
- 百地乱破（声 - 佐藤利奈）
- 藤林鎧門（声 - 白熊寛嗣）
- 徳川喜喜（声 - 浪川大輔）
- 銀時（少年）（声 - 矢口アサミ）
- 桂（少年）（声 - 甲斐田ゆき）
- 高杉（少年）（声 - 桑島法子）
- 吉田松陽（声 - 山寺宏一）
- 山崎退（声 - 太田哲治）
- 斉藤終（声 - 櫻井孝宏）

- 猩覚（声 - 小山力也）
- パクヤサ（声 - 檜山修之）
- 陸奥（声 - 渡辺明乃）
- 江華（声 - 釘宮理恵）
- ハタ皇子（声 - 坂口候一）
- 寺門通（声 - 高橋美佳子）
- 外道丸（声 - 川澄綾子）
- 結野クリステル（声 - 成田紗矢香）

## 主題歌
スクランブル
歌：SPYAIR

## 期間限定生産版収録曲
『AV EDITION-アニメサウンド＆ボイスエディション-』に収録された楽曲。
1. Pray - Tommy heavenly6
2. 銀色の空 - redballoon
3. 修羅 - DOES
4. 曇天 - DOES
5. アナタMAGIC - モノブライト
6. 輝いた - シギ
7. 桃源郷エイリアン - serial TV drama
8. サムライハート (Some Like It Hot!!) - SPYAIR
9. ワンダーランド - FLiP
10. 仲間 - Good Coming
11. サクラミツツキ - SPYAIR
12. Beautiful Days - OKAMOTO'S
13. KNOW KNOW KNOW - DOES
14. カゲロウ - ЯeaL
15. バクチ・ダンサー - DOES
16. 現状ディストラクション - SPYAIR